# Вівчарик канарський
Вівча́рик канарський (Phylloscopus canariensis) — вид горобцеподібних птахів родини вівчарикових (Phylloscopidae). Ендемік Канарських островів. Раніше канарський вівчарик вважався конспецифічним з вівчариком-коваликом, однак був визнаний окремим видом.

## Опис

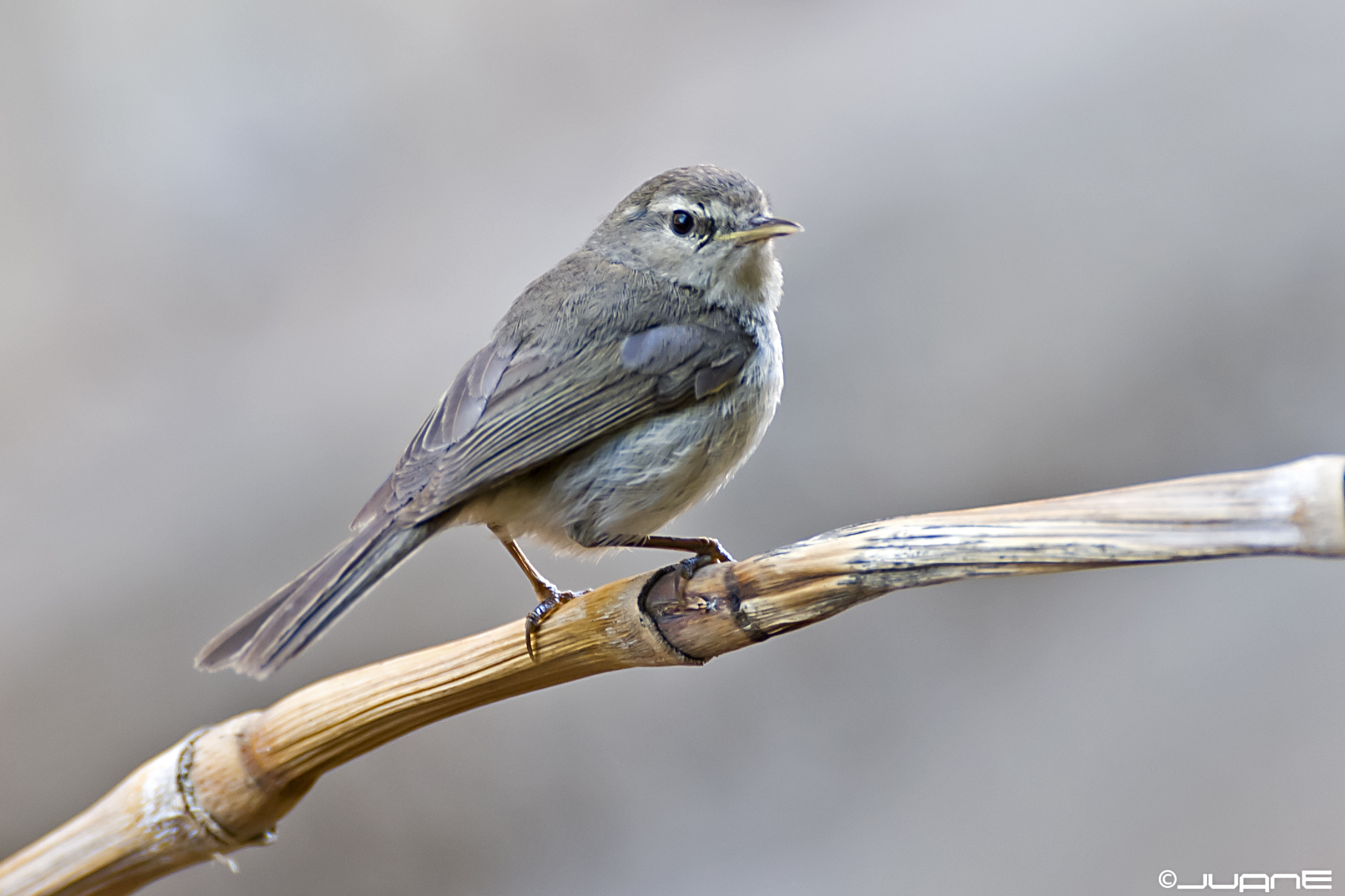
Канарський вівчарик

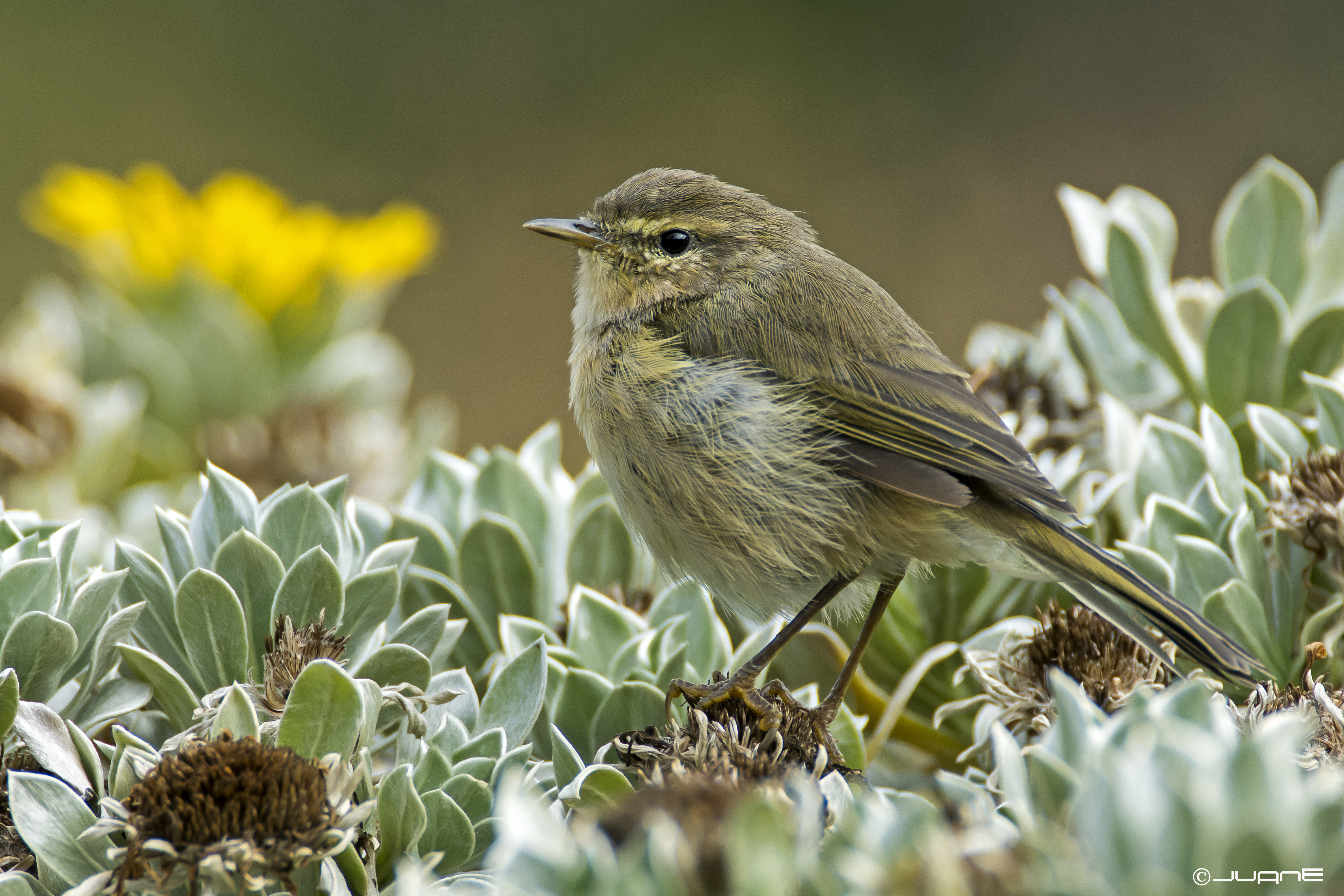
Канарський вівчарик

Довжина птаха становить 12-14 см. Голова і верхня частина тіла бурувато-оливкові, нижня частина спини і надхвістя світло-зеленувато-оливкові. Щоки і скроні оливково-коричневі, над очима світлі "брови", навколо очей тонкі світлі кільця, через очі ідуть темні смуги. Махові пера і крайні стернові пера мають тонкі світло-зелені края. Підборіддя і горло білуваті, нижня частина тіла охриста. Виду не притаманний статевий диморфізм. У молодих птахів нижня частина тіла жовтувата. У представників підвиду P. c. exsul мають менші розміри і світліше забарвлення, ніж представники номінативного підвиду.

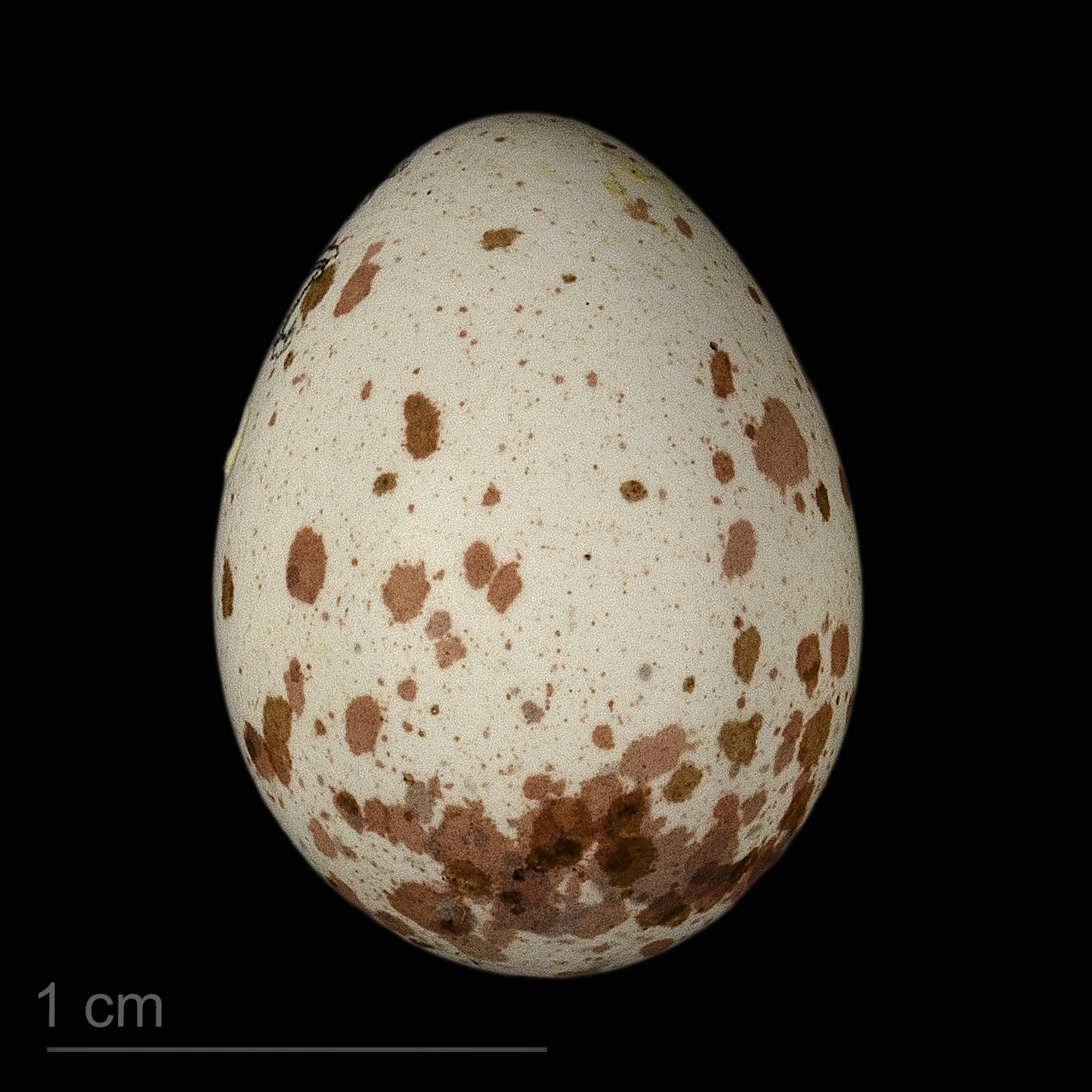
яйце Phylloscopus canariensis - Тулузький музей

## Підвиди
Виділяють два підвиди:
- P. c. canariensis (Hartwig, 1886) — острови Ла-Пальма, Ієрро, Гомера, Тенерифе і Гран-Канарія;
- P. c. exsul Hartert, E, 1907 — острови Лансароте і, можливо, Фуертевентура.

## Поширення і екологія
Канарські вівчарики живуть в садах, чагарникових і кактусових заростях, на узліссях соснових і мішаних лісів, на висоті до 4500 м над рівнем моря. Живляться комахами та іншими дрібними безхребетними, а також ягодами і нектаром. Сезон розмноження триває з січня по червень. Гнідо робиться з трави, пелюстків, сухого листя, рослинних волокон, шерсті і пуху. В кладці 4 яйця.

## Збереження
МСОП загалом класифікує цей вид як такий, що не потребує особливих заходів зі збереження. За оцінками дослідників, популяція канарських вівчариків становить від 20 до 100 тисяч птахів. Однак підвид P. c. exsul, імовірно, вимер. Гніздо канарського вівчарика підвиду P. c. exsul востаннє спостерігали в муніципалітеті Арія на острові Лансароте у 1986 році.